# 喇叭角石
喇叭角石（學名：Lituites），又名薇角石，是一屬已滅絕的鸚鵡螺類。牠們最早出現於4億6000萬年前的奧陶紀，是已知最原始的頭足類之一，包含了一些最初在水中生活的頭足類。其化石主要發現於中國湖南，另外在北歐也有發現。

## 特徵

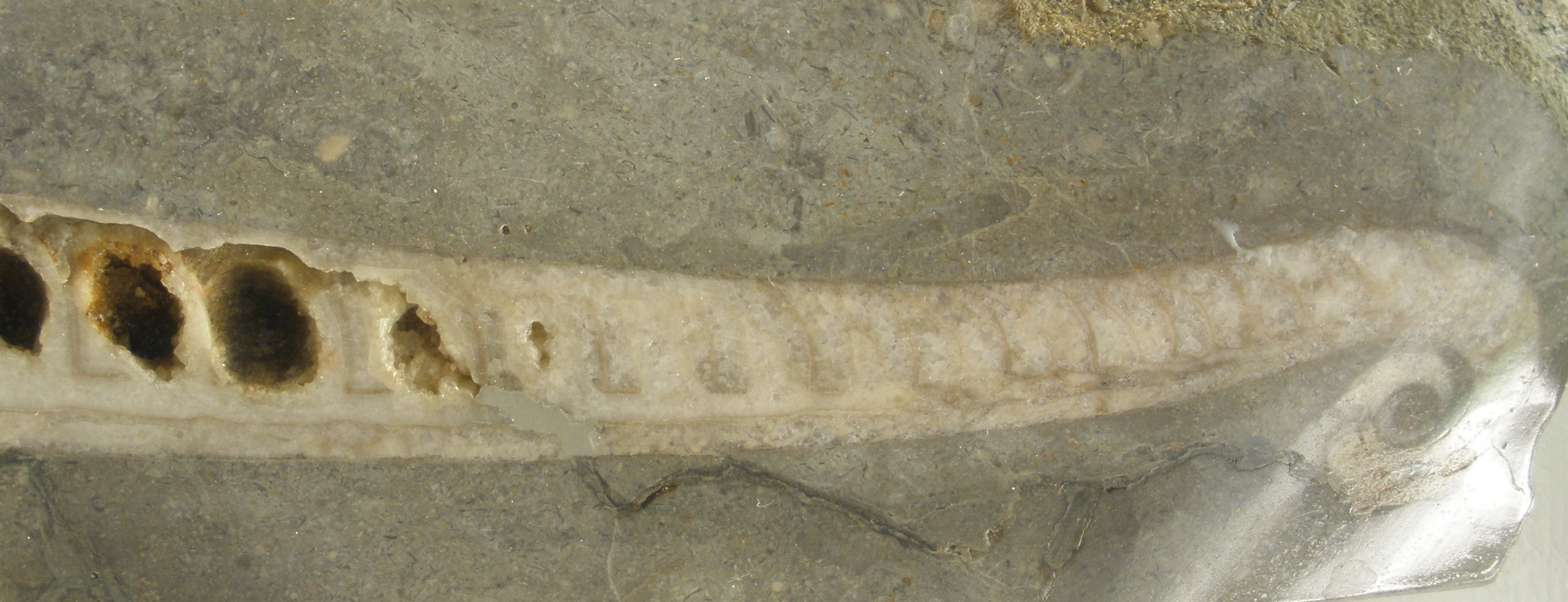
Lituites lituus。

喇叭角石的殼捲曲成平面螺旋。殼的螺旋紋輕微接觸。經過幼年的捲曲部份，它們逐漸成長為筆直或輕微彎曲的部份，幼年部份最後只會充滿氣體或液體。成年的喇叭角石會佔有部份殼的非捲曲位置。住室的開口狹長。

## 物種[1]
- Lituites breynius
- Lituites littuus Montfort, 1808
- Lituites undatus
- Lituites convolvans
- Lituites angulatus Saemann, 1852
- Lituites imperfectum Wahlenberg, 1821
- Lituites kjerulfi Brogger, 1882
- Lituites perfectus Wahlenberg, 1818